# Terry Sawchuk
Terrance Gordon „Ukey“ Sawchuk (* 28. Dezember 1929 in Winnipeg, Manitoba; † 31. Mai 1970 in New York City, New York, USA) war ein kanadischer Eishockeytorwart, der zwischen 1950 und 1970 für die Detroit Red Wings, Boston Bruins, Toronto Maple Leafs, Los Angeles Kings und New York Rangers in der National Hockey League spielte. Sawchuk, der im Verlauf seiner Karriere viermal den Stanley Cup gewann und ebenso oft mit der Vezina Trophy als bester Torwart ausgezeichnet, galt als bester Torwart seiner Zeit und als einer der besten überhaupt.

## Karriere
Sawchuk begann in jungen Jahren als Center zu spielen, wurde aber im Verlauf seiner Jugend zum Torwart umfunktioniert. Den Spitznamen Ukey erhielt er aufgrund seiner ukrainischen Abstammung. Durch einen Sportunfall während seiner Kindheit war sein rechter Arm etwas kürzer als sein linker und in der Mobilität für den gesamten Verlauf seiner Karriere eingeschränkt. Bereits im Alter von 14 Jahren wurden die Detroit Red Wings aus der National Hockey League auf das Torwarttalent aufmerksam. Nach der Verpflichtung mit einem Amateurvertrag ließen sie ihn erste Erfahrungen in den unterklassigen Ligen sammeln, ehe sie ihn 1947 im Alter von 18 Jahren mit einem Profivertrag ausstatteten.

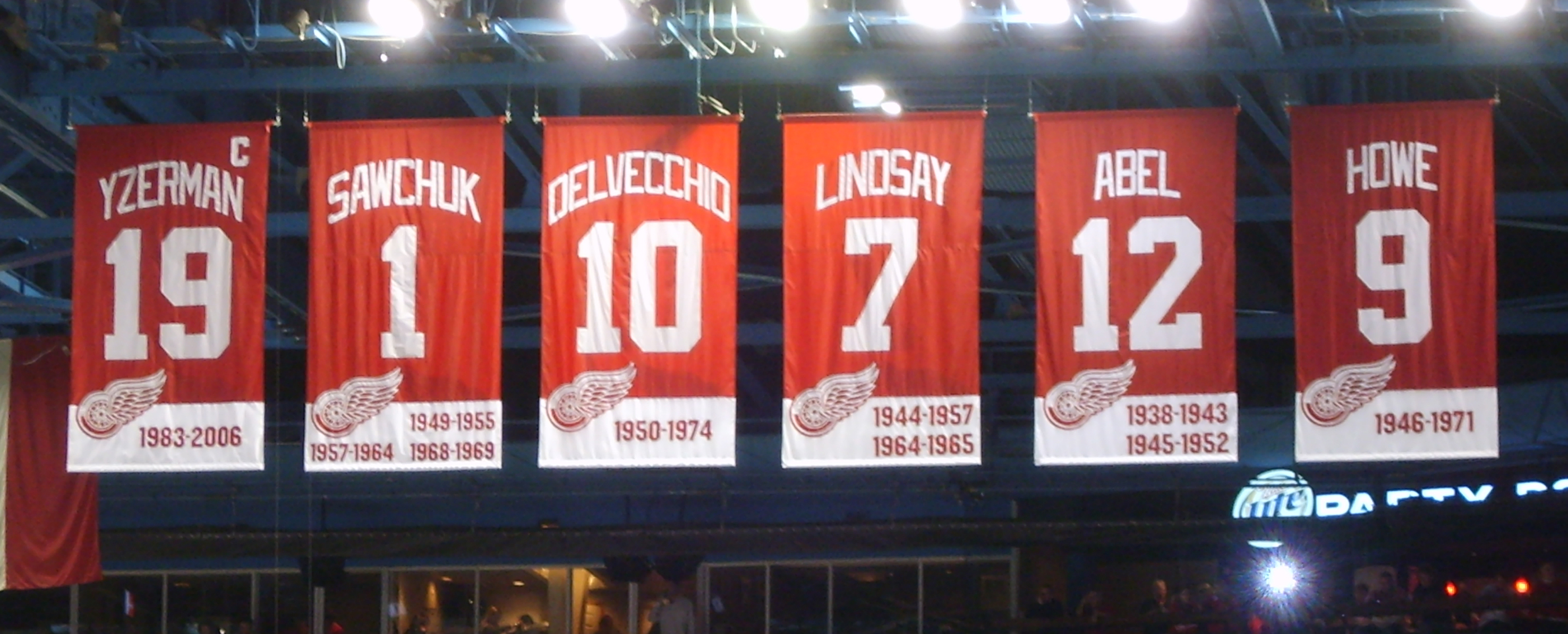
Sawchuks Nummer 1 wurde von den Detroit Red Wings mit einem Banner gesperrt

Zur Saison 1950/51 wechselte Sawchuk in die NHL und kam als Rookie in 70 Spielen auf 44 Siege und einen Gegentorschnitt von 1,99. Dabei holte er auch elf Shutouts. In der folgenden Saison 1951/52 kam er erneut auf 44 Siege in 70 Spielen. Sein Gegentorschnitt betrug dabei 1,9. Zudem kam er auf zwölf Shutouts. Insgesamt kam er drei Mal auf mindestens 40 Siege und fünf Mal in Folge auf über 30 Siege. Dabei hatte er auch fünf Mal in Folge einen Gegentorschnitt unter zwei. In den ersten sechs Spielzeiten mit den Detroit Red Wings kam er auf 57 Shutouts. Dazu kamen neun Shutouts in den Play-offs. Insgesamt hatte er in seiner NHL-Karriere 103 Shutouts.
Im Sommer 1955 verließ Sawchuk die Red Wings und wechselte gemeinsam mit Vic Stasiuk, Marcel Bonin und Lorne Davis zu den Boston Bruins, während im Gegenzug Warren Godfrey, Ed Sandford, Réal Chevrefils, Norm Corcoran und Gilles Boisvert nach Detroit gingen. Für diese spielte er zwei Jahre, ehe er aufgrund der Folge zahlreicher Verletzungen und Erkrankungen seine Karriere beendete. Nachdem Detroit ihn allerdings in einem Transfer zurückholte, spielte er weitere sieben Jahre für die Wings in der NHL. Es folgten drei Jahre bei den Toronto Maple Leafs bis 1967, mit denen er seinen letzten von vier Stanley Cup gewann. Anschließend wurde er im NHL Expansion Draft 1967 von den Los Angeles Kings ausgewählt, für die er ebenso ein Jahr auflief wie in der Folge abermals die Detroit Red Wings und letztlich die New York Rangers. Bis 1962 spielte er dabei ohne Maske. Bis dahin hatte er bereits zahlreiche Brüche und Gehirnerschütterungen hinter sich. Insgesamt wurden sein Gesicht und sein Kopf mit 400 Stichen genäht.
Nach einem Streit mit seinem Teamkollegen Ron Stewart nach Beendigung der Saison 1969/70 wurde der Torwart, der 1959 die US-amerikanische Staatsbürgerschaft angenommen hatte, ins Krankenhaus eingeliefert und erlag einige Wochen später, am 31. Mai 1970, im Alter von 40 Jahren seinen schweren inneren Verletzungen. Sawchuk gewann im Verlauf seiner Karriere 501 NHL-Spiele und verbuchte dabei 115 Shutouts. Damit setzte er über viele Jahre Bestmarken in diesen Kategorien. Nach seinem Tod wurde er 1971 posthum in die Hockey Hall of Fame aufgenommen und seine Verdienste um das Eishockey in den Vereinigten Staaten mit der Lester Patrick Trophy bedacht.

## Erfolge und Auszeichnungen
| - 1948 USHL Rookie of the Year - 1948 USHL Second All-Star Team - 1949 Dudley „Red“ Garrett Memorial Award - 1950 Teilnahme am NHL All-Star Game - 1950 Calder-Cup-Gewinn mit den Indianapolis Capitals - 1950 AHL First All-Star Team - 1951 Teilnahme am NHL All-Star Game - 1951 NHL First All-Star Team - 1951 Calder Memorial Trophy - 1952 Teilnahme am NHL All-Star Game - 1952 Stanley-Cup-Gewinn mit den Detroit Red Wings - 1952 Vezina Trophy - 1952 NHL First All-Star Team - 1953 Teilnahme am NHL All-Star Game - 1953 Vezina Trophy - 1953 NHL First All-Star Team - 1954 Teilnahme am NHL All-Star Game - 1954 Stanley-Cup-Gewinn mit den Detroit Red Wings | - 1954 NHL Second All-Star Team - 1955 Teilnahme am NHL All-Star Game - 1955 Stanley-Cup-Gewinn mit den Detroit Red Wings - 1955 Vezina Trophy - 1955 NHL Second All-Star Team - 1956 Teilnahme am NHL All-Star Game - 1959 Teilnahme am NHL All-Star Game - 1959 NHL Second All-Star Team - 1963 NHL Second All-Star Team - 1963 Teilnahme am NHL All-Star Game - 1964 Teilnahme am NHL All-Star Game - 1965 Vezina Trophy - 1967 Stanley-Cup-Gewinn mit den Toronto Maple Leafs - 1968 Teilnahme am NHL All-Star Game - 1971 Lester Patrick Trophy - 1971 Aufnahme in die Hockey Hall of Fame - 1975 Aufnahme in die Canada’s Sports Hall of Fame |

## NHL-Statistik
(Legende zur Torhüterstatistik: GP oder Sp = Spiele insgesamt; W oder S = Siege; L oder N = Niederlagen; T oder U oder OT = Unentschieden oder Overtime- bzw. Shootout-Niederlage; Min. = Minuten; SOG oder SaT = Schüsse aufs Tor; GA oder GT = Gegentore; SO = Shutouts; GAA oder GTS = Gegentorschnitt; Sv% oder SVS% = Fangquote; EN = Empty Net Goal; 1 Play-downs/Relegation; Kursiv: Statistik nicht vollständig)